# Parnassius nomion
Parnassius nomion là một loài bướm forest steppe được tìm thấy ở Urals, Altai, Nam Siberia, Amur và vùng Ussuri, Mông Cổ, Trung Quốc và Triều Tiên. Đây là một thành viên của chi Snow Apollo Parnassius thuộc họ Swallowtail (Papilionidae). 
Loài này có nhiều phụ loài. Con trưởng thành bay từ tháng 7 đến giữa tháng 8 còn ấu trùng ăn Sedum và Orostachys (Crassulaceae).

## Hình ảnh

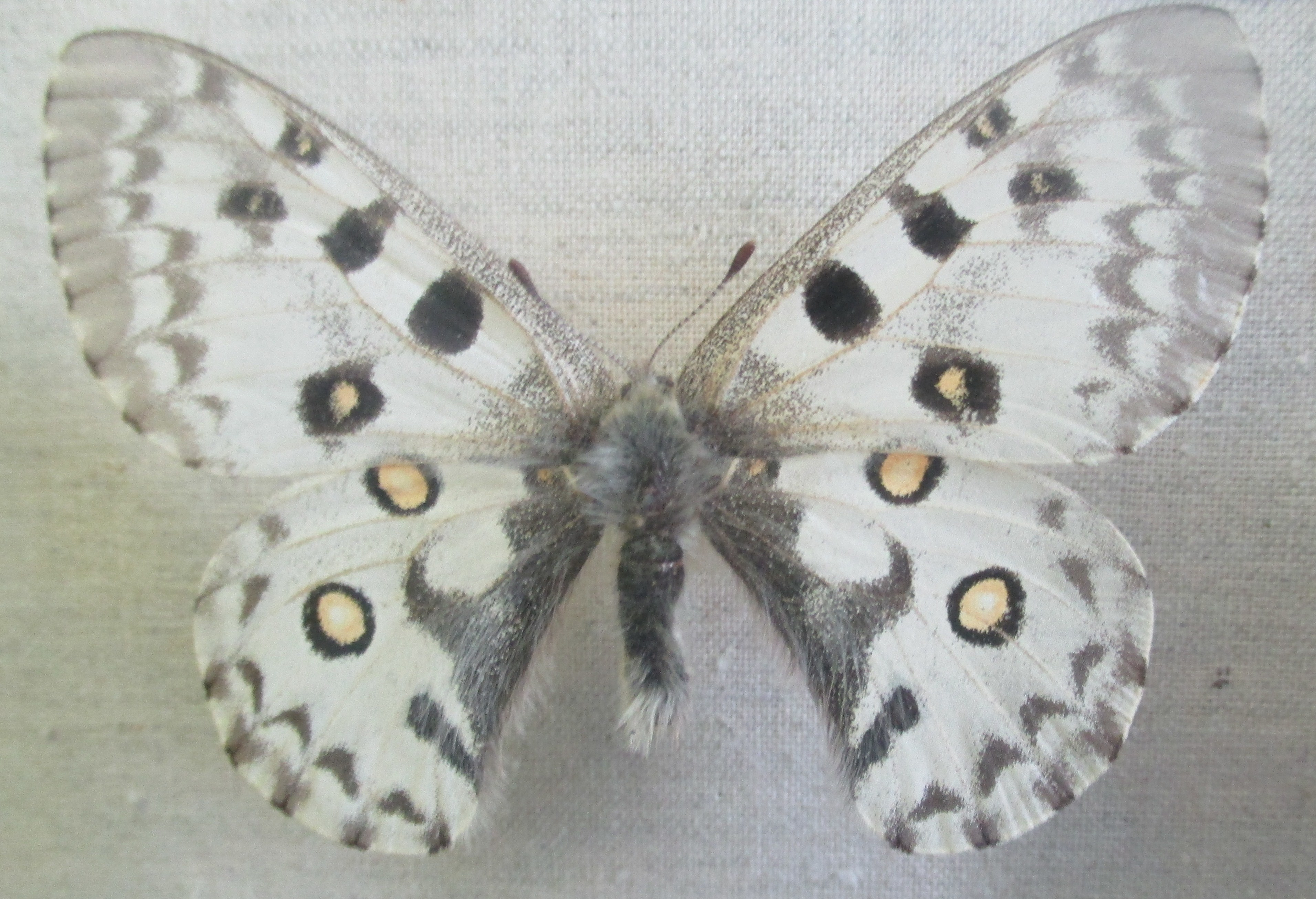